# Sisorinae
Phân họ Cá chiên (Danh pháp khoa học: Sisorinae) là một trong hai phân họ của họ cá chiên (Sisoridae). Phân họ này gồm 5 chi cá gồm: Bagarius, Gagata, Gogangra, Nangra, Sisor. Đây là phân họ có các loài cá chiên thực thụ theo đúng họ cá chiên của mình. Nhiều loài cá trong phân họ này có giá trị kinh tế và được yêu thích trong môn câu cá thể thao. Chúng cũng là phân họ có các loài cá chiên có kích thược lớn và được nhiều người dân địa phương gọi là thủy quái.

## Ghi nhận
Ở vùng sông Mã của Việt Nam, có loài cá chiên khổng lồ có rất nhiều ở nơi thượng nguồn sông Mã, là sát thủ của lòng sông. Khúc sông này có nhiều vũng nước sâu và lắm ghềnh đá, nhiều vụng xoáy, hang động lớn dưới đáy sông nên trở thành nơi lý tưởng cho nhiều loài cá sinh sống như: Chiên, nheo, chép, lăng… Trong đó phải nói đến cá chiên bởi cá rất to và hung dữ, có thân hình hết sức kỳ quái, thịt lại rất ngon. Trong vùng này có đồng bào Thái và Khơ Mú sống bằng nghề đánh cá dọc sông, họ coi cá chiên là thủy quái. Bắt cá trên sông Mã có nhiều cách, mỗi dân tộc lại có tuyệt kĩ riêng. Người Lào thường thả câu, quăng chài, người Thái có cách bắt giăng bẫy ngang sông.
Con to nhất là 70 kg, con nhỏ nhất cũng 20 kg, có những chiếc đầu cá to bằng cái quạt nan, sống chủ yếu ở các hang nước ven sông và chỉ ra khỏi hang sinh sản khi mùa nước lên, vào thời điểm từ ngày 30/4 đến 7/5 âm lịch cá chiên ra đẻ trứng, giai đoạn này bắt được nhiều. Ở vùng này từng có một con cá to như cây cổ thụ ẩn núp. Mỗi lần con cá đó di chuyển, mặt sông dậy sóng. Nước xô mạnh vào 2 bên bờ oàm oạp. Khi nó vật đẻ tiếng kêu ùm ùm len qua khắp bản. Con cá này đã từng ăn rất nhiều vịt trong bản. Có thợ săn đã mắc một con vịt béo vào lưỡi câu rồi thả nó ra hủm. Con vịt vừa bơi được một đoạn bỗng hốt hoảng chạy vào bờ, cá chiên xuất hiện, liền đuổi vịt quay lại hủm nước. Lát sau hủm nước dậy sóng, con vịt cố bơi vào bờ nhưng chỉ trong nháy mắt cái mồm cá đỏ ngòm to như cái mâm đã nuốt chửng con vịt. Cá đã cắn câu, con cá tròn 70 kg.

## Câu cá

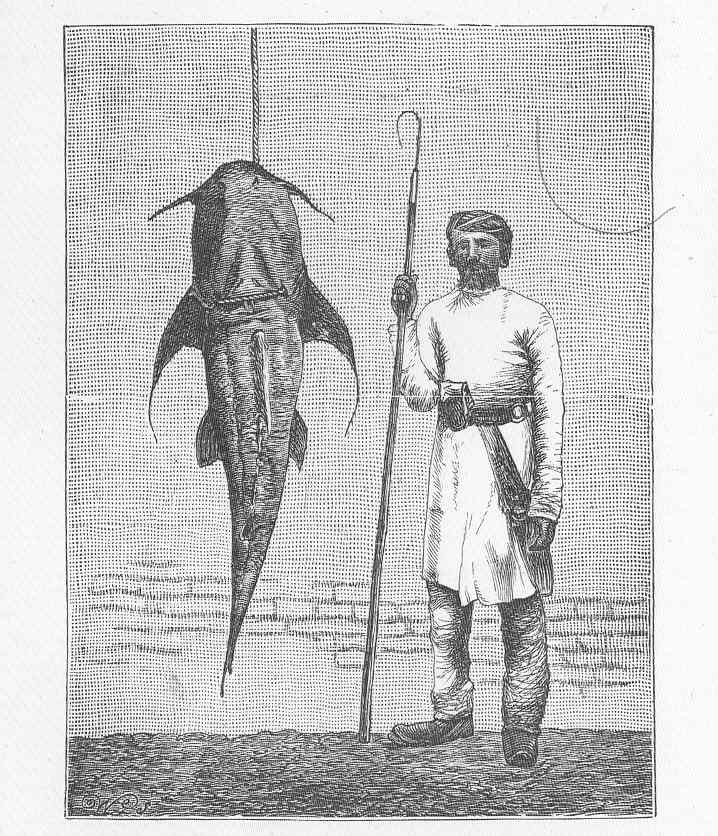
Câu cá chiên khổng lồ

Nhiều cần thủ ở Hà Nội, hoặc các thành phố, đều tụ họp nhau, rồi lên thượng nguồn các con sông lớn ở phía Bắc, như sông Hồng, sông Đà, sông Mã, sông Lô, sông Gâm, sông Chảy để quăng cần săn cá chiên. Cá chiên khiến giới cần thủ câu sông thích vì thịt ngon, giá tiền lên đến hàng triệu đồng/kg, loài cá này mang nhiều màu sắc huyền thoại. Sông Đà, nơi vốn có rất nhiều cá chiên khổng lồ, cuốn hút giới câu cá. Sông Gâm đoạn chảy qua Cao Bằng có loài cá chiên khổng lồ, mà người dân gọi là "cá ma" Ở sông Gâm, chảy qua tỉnh Cao Bằng, là vương quốc của loài cá chiên. Loài cá này vốn được đồng bào bên sông coi là “cá ma”.
Xưa kia, nhắc đến loài cá này, người dân ven sông rất sợ, thậm chí, giới chài lưới cũng không dám bắt nó, sợ rước đen đủi vào thân. Người ta tin rằng, nó là phương tiện đi lại của Hà Bá. Ở đầu nguồn sông Đà, đồng bào cũng sợ loài cá này, gọi nó là quái vật sông nước. Khoái khẩu của nó là thịt thối. Thế nên, người chết đuối không vớt được nhanh, thì sẽ chỉ còn lại nắm xương tàn lẫn với đá sỏi dưới đáy sông sâu. Mùi tanh, thối của thịt người chết trôi nổi trên sông sẽ kéo lũ cá tinh ranh này rời hang đá. Nó thực sự là quái vật chứ không phải cá. Nó mang thân hình kỳ quái, mốc thếch, vằn vện, với cái râu to tướng, cùng cái đầu bạnh ra, trông chẳng khác gì phiến đá.
Ở từng luồng lạch nước, thói quen sinh sống, kiếm ăn của loài cá chiên, thì việc câu được con cá chiên cỡ vài chục ký. Cá chiên tuy hiền lành, nhưng chúng rất khỏe, miệng cứng như đá. Khi dính lưỡi, nó sẽ chui tọt vào hang, vật lộn quyết liệt trong hang, nên không dễ gì kéo nó ra được. Chúng lại là loài rất tinh khôn, nên lưỡi nhỏ, nhưng phải siêu cứng, cực kỳ sắc lẹm. Những con cá chiên nặng tới 50 kg, thậm chí tới 70 kg ở thượng nguồn các dòng sông bị trục lên khỏi đáy sông, hang đá, vụng nước cuộn xoáy. Miếng mồi nặng cỡ 4 lạng, được cục chì vài lạng, kéo tút lút xuống vụng xoáy. Dưới những vụng xoáy sâu 30-50m ấy, có những hang ngầm, đá tảng, nơi loài chiên khổng lồ ẩn mình, trốn bọn đánh mìn, đánh điện, lưới quét, quăng chài, đôi râu to tướng đánh mùi cực thính và sự khôn ranh của nó.